# Église de Montier-en-l'Isle
L'église de Montier est une église catholique d'architecture romane située à Montier-en-l'Isle, en France.

## Description
Sur un plan en croix latine, elle a le chœur, l'abside et le transept qui sont voûtés. La chapelle de gauche est l'ancienne chapelle seigneuriale.

### Mobilier remarquable
- Des statues :
  - de saint Pierre, en calcaire polychrome du XVIIe siècle[1].
  - de la Vierge à l'oiseau, en calcaire polychrome et doré du XVIe siècle[2].
- Des dalles funéraires :
  - trois de la famille de Gennes, seigneur de Montier
  - d'Étienne Alexandre de Mosseron d'Amboise[3].
- des tableaux :
  - Une Vierge à l'Enfant et donateurs du peintre Bodier sur un modèle de Van Dyck entre 1627 et 1632, actuellement conservée au musée du Louvre. Une autre copie de ce tableau se trouve à l'église Saint-Nicolas de Neufchâteau[4].
  - Deux tableaux de même facture, une Assomption[5] et un saint Nicolas[6].

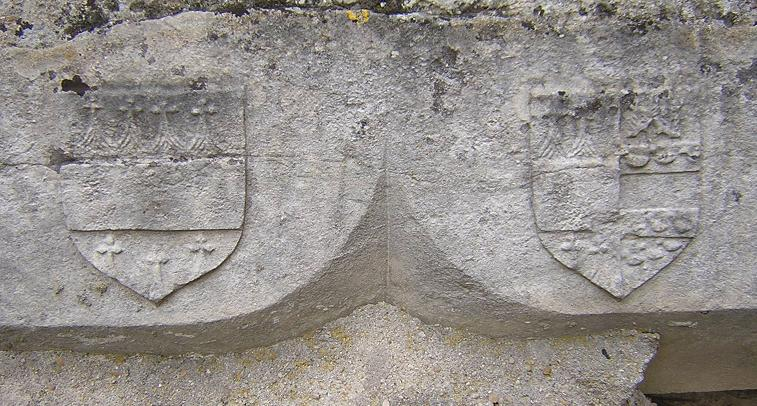
un détail de l'église, des blasons
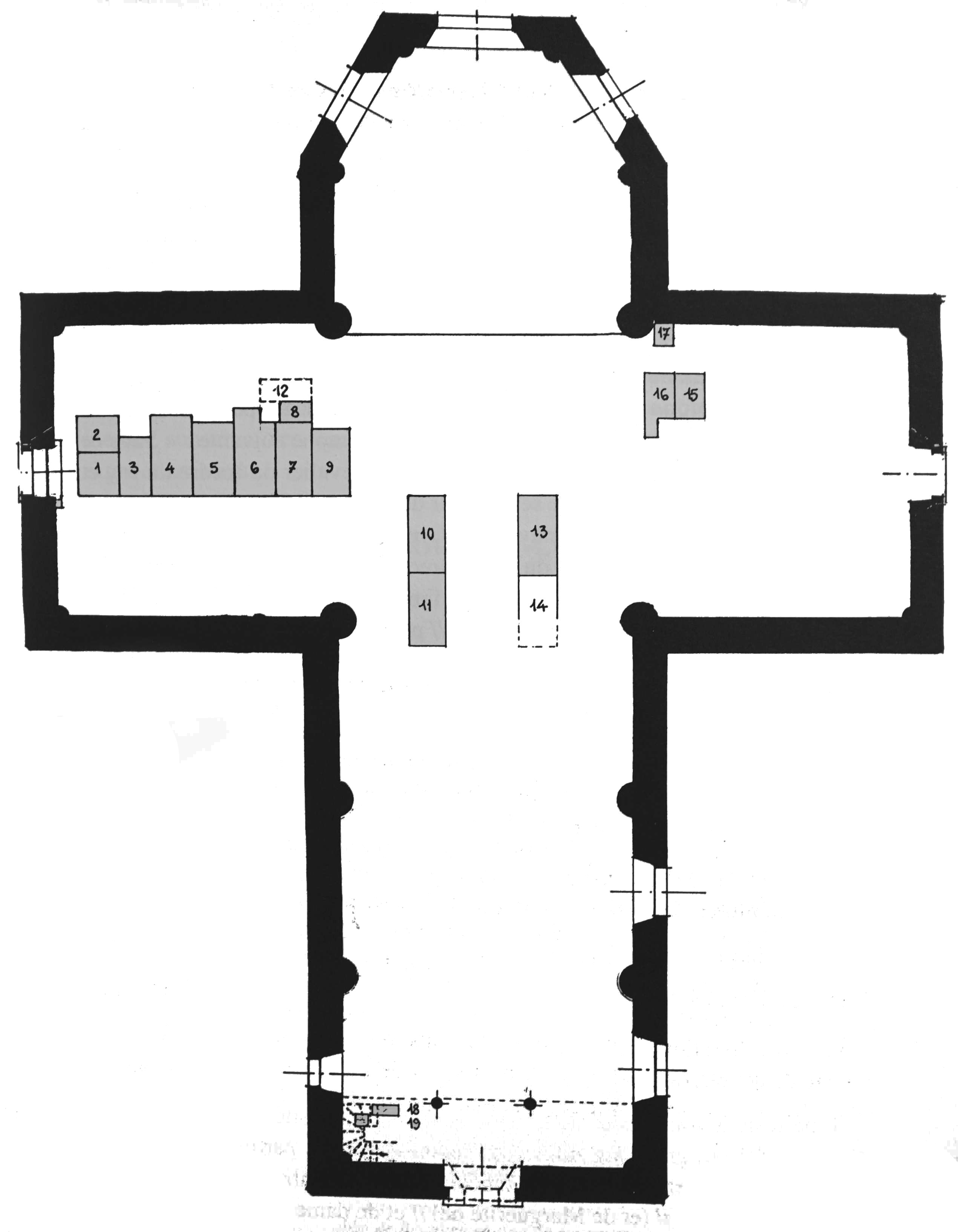
plan de l'église

## Histoire
La cure était du doyenné du Barrois et à la présentation de l'abbé de Molesme. Elle avait été donnée à l'abbaye par l'évêque Robert. Même si la première mention est de 1101, l'église actuelle est du XVIe siècle et placée sous le vocable de Pierre et Paul.